# The Situation Room
The Situation Room with Wolf Blitzer (em português A Sala da Situação com Wolf Blitzer) é noticiário exibido a manhã, tarde ou noite na CNN apresentando por Wolf Blitzer, que foi ao ar pela primeira vez em 8 de agosto de 2005.
O programa vai ao ar atualmente ao vivo de Washington D.C. entre as 04:00 até as 19:00 em dias de semana, e aos sábados, das 06:00 - 19:00.
Desde que estreou em 2005, a transmissão durante a semana foi ao ar em diferentes horários que variam entre 15:00 da as 18:00  em dois ou três blocos, variando o número de blocos para ajustar as mudanças de programação da CNN. É exibido durante uma hora aos sábados e mostra os destaques das transmissões durante a semana.
O programa começa com a seguinte frase: "Para os nossos telespectadores, você está na Sala da Situação (The Situation Room)... Acontecendo Agora ... Queremos acolher nossos telespectadores nos Estados Unidos e ao redor do mundo e eu sou Wolf Blitzer, e você está na Sala da Situação", e também inclui destaques do programa. As discussões são feitas sobre eventos atuais, notícias de última hora e manchetes de políticos.
Enquanto a "Sala da Situação" tem seus correspondentes próprios dedicados ao programa, incluindo  Lisa Sylvester, Kate Bolduan, Brian Todd e Mary Snow, o programa também tem importantes jornalistas da CNN e de toda a rede e analistas políticos do canal, como Gloria Borger, John King, Candy Crowley, Ali Velshi, e David Gergen. Uma série de especialistas fazem aparições regulares, incluindo Paul Begala, James Carville, Mary Matalin e Donna Brazile.
O programa apresenta um segmento intitulado de The Cafferty File (O Arquivo Cafferty) apresentado por Jack Cafferty, que normalmente oferece sua perspectiva sobre uma determinada notícia ou situação política e pede aos espectadores para responder a uma pergunta relacionada ao assunto através de seu blog no site da CNN ou no Facebook. Pelo menos dois comentários são transmitidos durante todo o programa e algumas das respostas são lidas no programa.
O programa também conta com outros segmentos, como Strategy Session (Sessão Estratégia) que é uma discussão animada sobre a questão mais urgentes do dia, bem como o Top Stories apresentado por  Lisa Sylvestor e Kate Bolduan que mostra as manchetes do dia. O comediante Pete Dominick apresenta o quadro Unsolicited Advice (Conselho não pedido), juntamente com um painel de comentaristas políticos, e no final do programa, um relatório feito por Jeanne Moos é mostrado que fala sobre notícias que incidem sobre temas relacionados com a cultura popular. O relatório faz uso de entrevistas em ruas, manchetes de revistas sensacionalistas, e clipes de vídeos no YouTube.
Em 2012, estúdios da CNN em Washington D.C foram completamente redesenhados. Os estúdios recentemente redesenhado são separados por uma parede de vidro removível.